# Sol Kyong
Dans ce nom coréen, le nom de famille, Sol, précède le nom personnel.
Pour les articles homonymes, voir Sol.
Sol Kyong, née le 8 juin 1990, est une judokate nord-coréenne en activité évoluant dans la catégorie des moins de 78 kg.

## Biographie
Sol Kyong est sacrée championne du monde en 2013 à Rio de Janeiro après avoir battue en finale la Néerlandaise Marhinde Verkerk.

## Palmarès
| Année | Compétition           | Lieu           | Résultat | Catégorie      |
| ----- | --------------------- | -------------- | -------- | -------------- |
| 2010  | Jeux asiatiques       | Canton         | 2e       | Moins de 70 kg |
| 2012  | Championnats d'Asie   | Tachkent       | 3e       | Moins de 70 kg |
| 2013  | Championnats d'Asie   | Bangkok        | 2e       | Moins de 78 kg |
| 2013  | Championnats du monde | Rio de Janeiro | 1re      | Moins de 78 kg |